# Chambon (Cher)
Chambon é uma comuna francesa na região administrativa do Centro, no departamento Cher. Estende-se por uma área de 13,56 km². Em 2010 a comuna tinha 174 habitantes (densidade: 12,8 hab./km²).